# Duelo de MCs

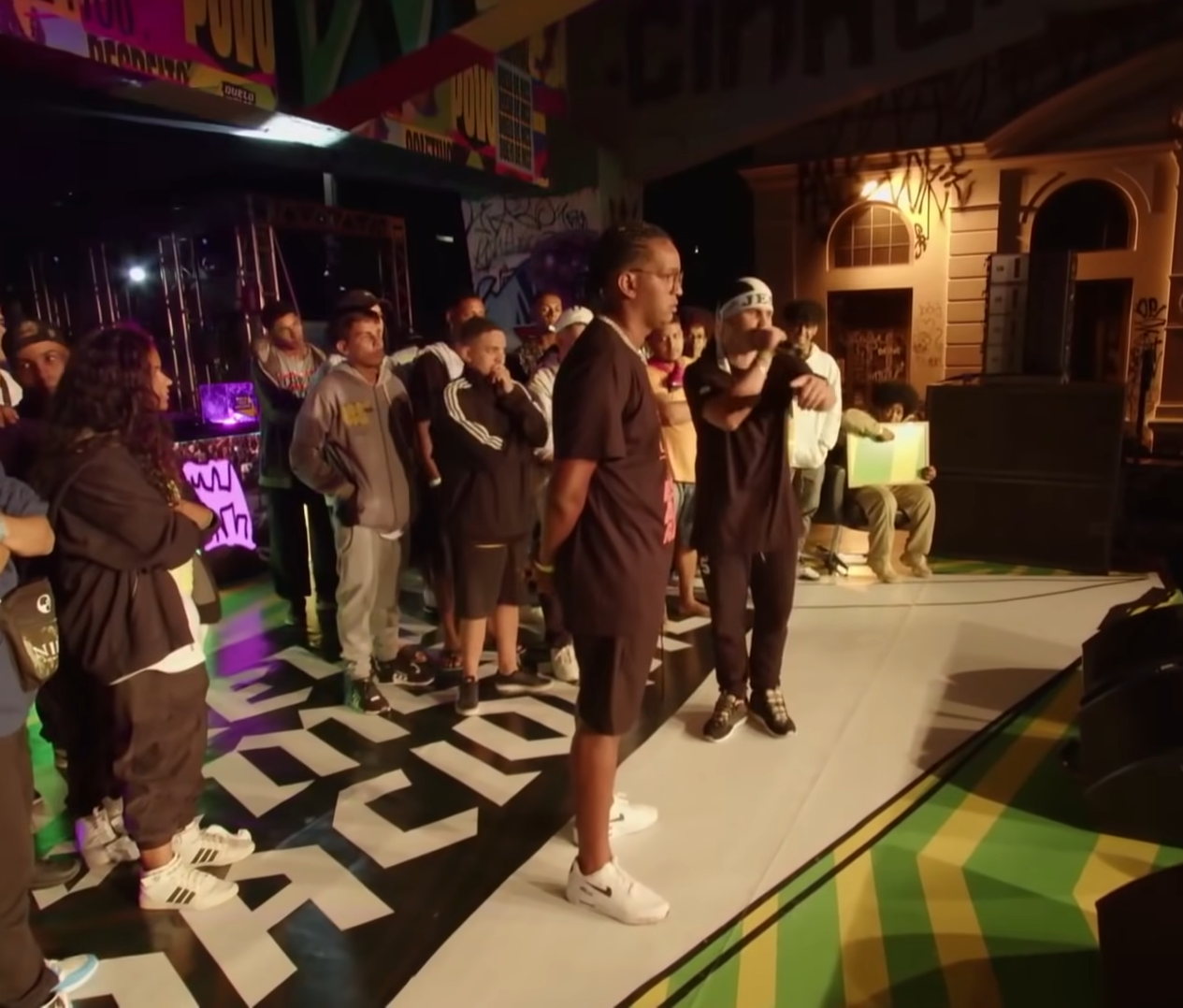
Alves de Brasilia vs Vinicius ZN de Pernambuco en la final del Duelo de MCs Nacional 2020.

Duelo de MCs es una de las principales batallas de rap freestyle en Brasil. Ubicado en Belo Horizonte, Minas Gerais, en Viaduto Santa Tereza . Fue creado en 2007 por la Família de Rua. Actualmente, generalmente en diciembre, se lleva a cabo el Duelo de MCs Nacional - A Grande Final, una competencia que reúne a los mejores MCs de cada estado.

## Clasificación
Con anticipación, todos los círculos culturales de los estados de Brasil realizan las etapas selectivas para la clasificación de MC's para el Duelo Nacional de MC's.
Los pasos para clasificar son:
1. Pre-Selectivo: Es la primera etapa. Cada región de cada estado hace la preselectiva para que el ganador pueda optar a la selectiva estatal
2. Selectivas Estatales: En esta segunda etapa, los MC's que avanzaron en la preselectiva se enfrentarán para llegar a las eliminatorias de grupos. En este nuevo formato de clasificación que comenzó en 2018, 2 o 3 MC pasan a la siguiente etapa dependiendo de cada estado.
3. Eliminatorias grupales: los grupos se dividen en estados en las regiones sureste, sur, medio oeste, noreste y norte. Los MC's de cada región luchan entre sí, el campeón y subcampeón se clasifican representando a sus regiones en el gran Duelo Nacional de MC's.

Nota: Hasta el 2017 la clasificación era algo corta, solo había que ganar la preselectiva y la selectiva estatal para garantizarse en las Nacionales.
Normalmente, en las dos primeras rondas cada MC tiene 45 segundos para formular su respectivo ataque y respuesta. En caso de empate, hay una tercera ronda en el formato de "knockback". Antes de que comience la batalla, los dos MC sortean (par o impar) para decidir quién comenzará la batalla. El primer MC comienza con un ataque de 45 segundos. Luego, el segundo MC defiende el ataque con 45 segundos de respuesta. Posteriormente, el segundo MC ataca teniendo 45 segundos de tiempo, sumando así 1m y 30s. Finalmente, el primer MC (que inició la batalla) responde con 45 segundos de tiempo. El formato “bate-volta” es una modalidad donde un MC tiene derecho a una entrada de 4/8 (cuatro octavas) componiendo cuatro rimas, y el otro MC responde al mismo tiempo. Así, totalizando dos entradas y respuestas por cada ronda.
| Año  | Estado | Campeón     | Vicecampeón      | Marcador |
| ---- | ------ | ----------- | ---------------- | -------- |
| 2012 | MG     | Douglas Din | Mirapotira (BA)  | 2x0      |
| 2013 | MG     | Douglas Din | Koell (SP)       | 2x1      |
| 2014 | BA     | Larício     | Secuaz (MG)      | 2x1      |
| 2015 | RJ     | Orochi      | Alves (DF)       | 2x1      |
| 2016 | DF     | Sid         | Samurái (RJ)     | 2x1      |
| 2017 | ES     | Cesar       | Llovizna (MG)    | 2x1      |
| 2018 | EM     | Miliano     | NG (MG)          | 2x1      |
| 2019 | CE     | MCharles    | noventa (ES)     | 2x1      |
| 2020 | DF     | Alves       | Vinicius ZN (PE) | 2x1      |
| 2022 | SP     | Big Mike    | Youngui (SP)     | 2x0      |
| 2023 | GO     | Kaemy       | Neo (RJ)         | 2x0      |

## Beats
Desde los inicios de las batallas, el Duelo de MCs trabajó en colaboración con varios DJs y utilizaba instrumentales de canciones ya publicadas, generalmente de temas conocidos del hip-hop. Entre 2012 y 2015, se puede observar que beats de canciones del DJ Premier eran utilizados con frecuencia en las batallas. Sin embargo, con el paso de los años, el colectivo Família de Rua comenzó a producir sus propios beats y a emplear estos instrumentales originales en los duelos. En 2021, la Família de Rua organizó el primer concurso nacional de beatmakers, con el objetivo de seleccionar beats originales para las batallas del Duelo de MCs Nacional. En ese concurso, fueron seleccionados siete beatmakers para crear y proporcionar instrumentales para la edición nacional de 2020: Adieu, DJ Caíque, DJ Neew, Emtee Beats, Iza Sabino, JB Producer y Sativo Beats. En 2023, la Família de Rua realizó una alianza con la Academia de Beats y organizó un segundo concurso nacional para seleccionar instrumentales para el Duelo de MCs Nacional de 2023.

## Representantes del Duelo Nacional de Mcs
Acre - Vieira (2016) - Mano Z (2017) - Ninja (2018) - Menezes (2020) - Thug Dog (2022)
 Alagoas - Kenshin e Skinny (2019) - Alice Gorete (2020) - Klebin (2022)
 Amapá - Ayala (2018) - Pedrão Pesadão (2019) - CN (2020) - Ayala (2022)
 Amazonas - Menor (2017) - W MC (2018) - W MC (2019) - Mineiro (2020) - Hope (2022)
 Bahia - Mirapotira (2012) - Big (2013) - Larício (2014) - Treck (2015) - Black (2016) - Bert (2017) - Willy e Chagas (2018) - Japa (2020) - Japa (2022)
 Ceará - MCharles (2018) - Tonhão e MCharles (2019) - Mandacaru (2020) - Tonhão (2022)
 Distrito Federal - Biro Biro (2012) - Marinho (2013) - Nauí (2014) - Alves (2015) - Sid (2016) - Alves (2017) - Jhon e Hate (2019) - Balota, Alves e Gomes (2020) - Nono (2022)
 Espírito Santo - Set (2012) - Jack da Rua (2013) - Leoni (2014) - Noventa (2015) - César (2016) - César (2017) - Noventa (2019) - Kronos e J.A (2020) - CH, IDK e Peter do Busão (2022)
 Goiás - Dejah (2018) - Kaemy (2020) - Kaemy (2022) - Kaemy (2023)
 Maranhão - Jeff (2017) - Zook e Takezo (2018) - Ezek (2020) - Épico (2022)
 Mato Grosso - Caco (2017) - Havel (2020) - Havel (2022)
 Mato Grosso do Sul - Miliano (2017) - Miliano (2018) - Cruel (2020) - CJ (2022)
 Minas Gerais - Douglas Din e FBC (2012) - Douglas Din (2013) - Capanga (2014) - Clara Lima (2015) - Big Léo (2016) - Drizzy (2017) - NG (2018) - Dias e Kod (2020) - MZS e Nega Ruiva (2022)
 Pará - Rog (2013) - Daniel ADR (2014) - Arllan (2015) - Blackout (2017) - Rasta (2018) - Markinho (2020) - THG (2022)
 Paraná - Lauro e Ornaghi (2019) - Onyx (2020) - Allan (2022)
 Pernambuco - Gênio (2012) - Tai (2013) - Salsi (2014) - Cid (2015) - Tai (2016) - HB (2017) - Vitu (2018) - Vinicius ZN (2019) - Vinicius ZN e Vitu (2020) - Hogue (2022)
 Rio de Janeiro - Buddy Poke (2012) - Naan (2013) - Lodk (2014) - Orochi (2015) - Samurai (2016) - Choice (2017) - Neo (2018) - Neo (2019) - MT (2020) - Alê e Thorment (2022)
 Rio Grande do Sul - Nícolas Walter (2016) - Zandrio (2017) - Pedrinho (2018) - Nícolas Walter e PH7 (2020) - Dubaile (2022)
 Santa Catarina - Dre (2018) - J Black (2020) - Mendezz (2022)
 São Paulo Tagarela - (2012) - Koell (2013) - Koell (2014) - Jafari (2015) - T h (2016) - Krawk (2017) - WM e T h (2020) - Big Mike e Youngui (2022)
 Tocantins - Alysson (2017) - Lemes (2019) - Lemes (2020) - Guxxta (2022)
 Roraima - Bispo (2019) - BMC (2020) - Bispo (2022)
 Rondônia - Origem (2020) - HC (2022)
 Paraíba - Clow (2020) - Akuma (2022)
 Piauí - Kadoshi (2020) - Ecaep (2022)
 Sergipe - Riaj (2020) - Will (2022)
- Kronos fue descalificado del Duelo Nacional 2020 por la organización Família de Rua por denuncias de violación.
  - En la vacante de Kronos, JA clasificó por haber quedado subcampeón en el selectivo de Espírito Santo.

## Ranking de estados por ediciones ganadas de Nacionales
1° Minas Gerais - 2
1.º Distrito Federal - 2
2.º Bahía - 1
2. São Paulo - 1
2° Río de Janeiro - 1
2.º Espíritu Santo - 1
2.º Mato Grosso del Sur - 1
2.º Ceará - 1

## Curiosidades
Los únicos MC's que han participado más de una vez en el Duelo Nacional de MC's fueron: Douglas Din (MG) (2012 y 2013), Koell (SP) (2013 y 2014), Tai (PE) (2013 y 2016), Alves (DF ) (2015, 2017 y 2020), César (ES) (2016 y 2017), Miliano (MS) (2017 y 2018), MCharles (2018 y 2019), Neo (RJ) (2018 y 2019), Noventa (ES) ) (2015 y 2019), W MC (AM) (2018 y 2019), Vitu (PE) (2018 y 2020), Vinicius ZN (PE) (2019 y 2020), Th (SP) (2016 y 2020), Lemes (TO) (2019 y 2020), Nícolas Walter (RS) (2016 y 2020) Kaemy (GO) (2020 y 2022), Japa (BA) (2020 y 2022).
Los únicos MC que llegaron a dos finales de Duelo Nacional fueron Douglas Din (2012 y 2013) y Alves (2015 y 2020).
Hasta 2016, la región Sur fue la única que nunca tuvo un representante en la Nacional/Liga dos MC's.
Douglas Din es el único MC que ha participado en el Duelo tanto en la "Liga dos MC's" (2009) como en el Duelo de MC's Nacional (2012-2013), además de ser el único bicampeón.
Orochi (RJ) es el MC más joven en ganar el Nacional (16 años), mientras que Black (BA) es el más joven en participar en la competencia (13 años).
César vs Drizzy, hasta el momento, es el video más visto del Nacional.
Las únicas mujeres que han participado en el Duelo Nacional de MC fueron Mirapotira (BA) (2012), Clara Lima (MG) (2015), Dre (SC) (2018), Alice Gorete (AL) (2020) y Kaemy (GO) ) (2020 y 2022).
Ya son tres las batallas entre MCs de un mismo estado en el Duelo Nacional. Fueron Douglas Din x FBC, de Minas Gerais en 2012, Hate x Jhon, del Distrito Federal en 2019 y Big Mike x Youngui, de São Paulo en 2022.
El Distrito Federal fue el primer estado en tener dos semifinalistas en una misma edición, siendo estos Alves y Gomes en 2020.
En 2013 hubo una edición del Duelo de MC's Nacional y la última edición de la Liga dos MC's, organizada desde 2003 por Brutal Crew. Siendo los respectivos campeones, Douglas Din (BH) por el Duelo de MC'S Nacional y Kauan (SP) por la edición de los 10 años de la Liga dos MC'S.
Rondônia, Paraíba, Piauí y Sergipe, recién tuvieron sus primeros representantes en 2020.
En 2021 Black (BA), ganó el Red Bull FrancaMente (versión brasileña de la mundialmente conocida Red Bull Batalla de Los Gallos o simplemente Red Bull Batalla). Y en 2013 Kauan (SP) ganó la edición de lapa de 10 años de la Liga dos Mc's (tamaño nacional).
Las mujeres también están presentes en las batallas de MC Duel. Por ejemplo, una artista surgida de Duelo de MCs (Belo Horizonte) fue Clara Lima .
Mc's Duel 2020 se llevó a cabo en 2021 debido al COVID-19.